# Paulmooreïta
La paulmooreïta és un mineral de la classe dels òxids. Va ser anomenada l'any 1979 per Pete J. Dunn, Donald R. Peacor, i B. Darko Sturman en honor del Dr. Paul (Paulus) B. Moore, professor de física de la Universitat de Chicago.

## Característiques
La paulmooreïta és un òxid de fórmula química Pb₂[As₂O₅]. Cristal·litza en el sistema monoclínic. La seva duresa a l'escala de Mohs és 3.
Segons la classificació de Nickel-Strunz, la paulmooreïta pertany a «04.JA - Arsenits, antimonits, bismutits; sense anions addicionals, sense H₂O» juntament amb els següents minerals: leiteïta, reinerita, karibibita, apuanita, schafarzikita, trippkeïta, versiliaïta, schneiderhöhnita, zimbabweïta, ludlockita, kusachiïta, estibivanita i chadwickita.

## Formació i jaciments
Està descrita en dipòsits estratolligats de ferro i manganès metamorfitzats amb un enriquiment inusual en elements traça. Es trobà associat a mimetita, magnetita, hematites, calcita i andradita.